# 58466 Santoka
58466 Santoka è un asteroide della fascia principale. Scoperto nel 1996, presenta un'orbita caratterizzata da un semiasse maggiore pari a 2,3793255 UA e da un'eccentricità di 0,1967814, inclinata di 2,74865° rispetto all'eclittica.